# Станки и инструмент
«Станки и инструмент» (укр. «Верстати та інструмент») — щомісячний научно-технічний та виробничий журнал, орган міністерства верстатобудівної та інструментальної промисловості СРСР та Центрального правління научно-технічного суспільства машинобудівної промисловості. 
Видається в Москві з 1930 року. Висвітлює питання теорії, проектування, виробництва та експлуатації металорізальних верстатів та автоматичних ліній, оснащення верстатів, ріжучого та вимірювального інструменту, модернізації та ремонту обладнання, автоматизації виробничих процесів, а також технології машинобудівного та інструментального виробництва. Тираж (1975) близько 25 тис. екз. Перекладається англійською мовою та видається у Великій Британії під назвою «Machines and Tooling» (Melton Mowbray. с 1959).

## Джерело
- Большая Советская Энциклопедия

| Журнал | Це незавершена стаття про журнал. Ви можете допомогти проєкту, виправивши або дописавши її. |